# Adrian Tekliński
Adrian Tekliński (Brzeg, 3 de noviembre de 1989) es un deportista polaco que compite en ciclismo en las modalidades de pista, especialista en la prueba de scratch, y ruta.
Ganó una medalla de oro en el Campeonato Mundial de Ciclismo en Pista de 2017 y dos medallas en el Campeonato Europeo de Ciclismo en Pista, plata en 2016 y bronce en 2015.

## Medallero internacional
| Campeonato Mundial | Campeonato Mundial       | Campeonato Mundial | Campeonato Mundial |
| Año                | Lugar                    | Medalla            | Competición        |
| ------------------ | ------------------------ | ------------------ | ------------------ |
| 2017               | Hong Kong ( China)       | Medalla de oro     | Scratch            |
| Campeonato Europeo |                          |                    |                    |
| Año                | Lugar                    | Medalla            | Competición        |
| 2015               | Grenchen ( Suiza)        | Medalla de bronce  | Scratch            |
| 2016               | Saint-Quentin ( Francia) | Medalla de plata   | Scratch            |